# Vườn quốc gia Phổ Đạt Thố
Vườn quốc gia Phổ Đạt Thố hay Potatso (giản thể: 普达措国家公园; phồn thể: 普達措國家公園; bính âm: Pǔdácuò Guójiāgōngyuán) là một vườn quốc gia có diện tích 1.300 kilômét vuông (500 dặm vuông Anh) nằm tại Shangri-La, tỉnh Vân Nam, Trung Quốc. Được thành lập vào ngày 25 tháng 6 năm 2007 bởi Sở Lâm nghiệp tỉnh Vân Nam, nó là vườn quốc gia đầu tiên đạt tiêu chuẩn của IUCN. Nó kết hợp với Khu bảo tồn thiên nhiên hồ Bích Tháp và Thắng cảnh quốc gia hồ Chúc Đô tạo thành Di sản thế giới Tam Giang Tịnh Lưu được UNESCO công nhận.

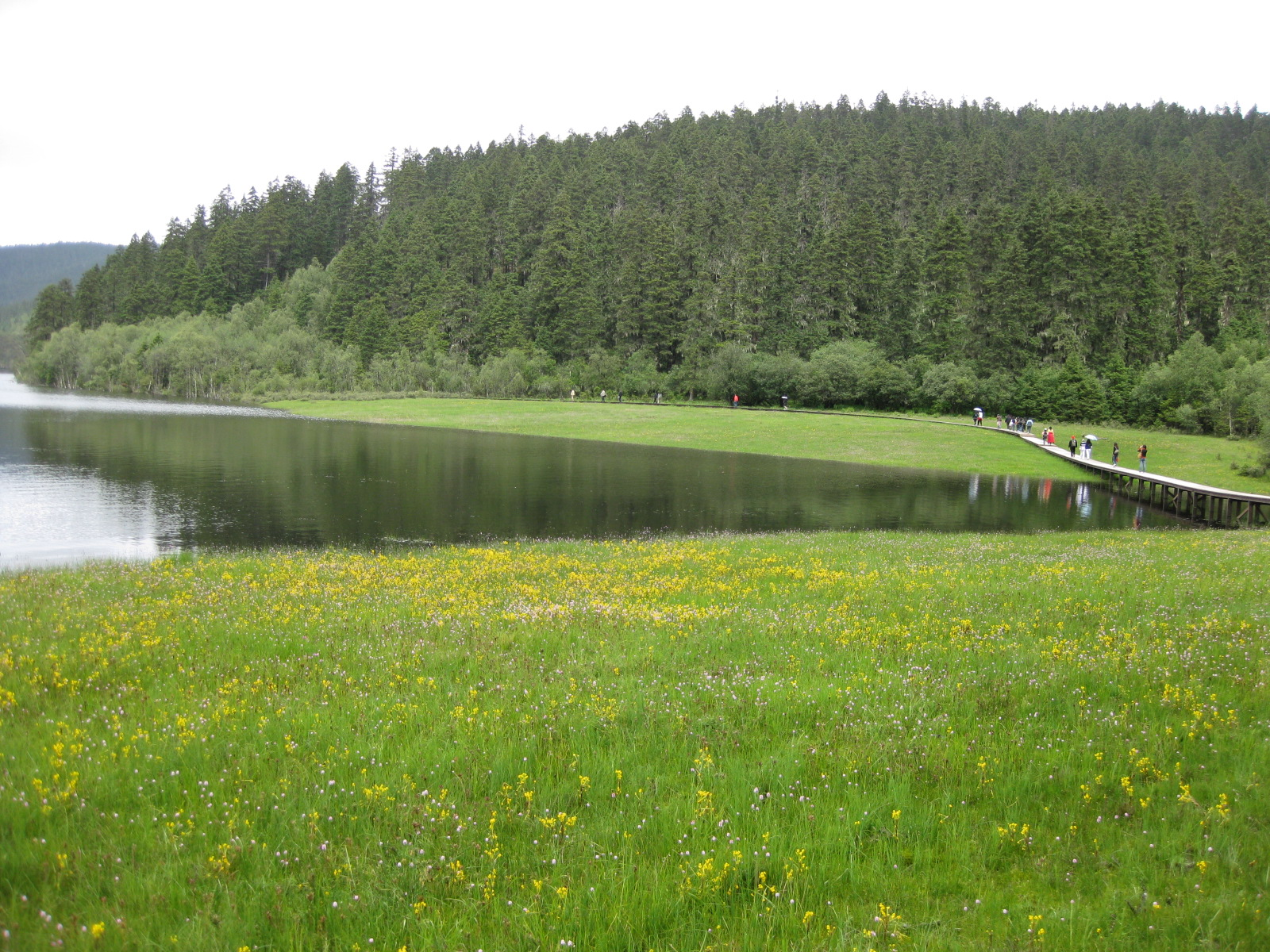
Hồ Chúc Đô Hải.

## Mô tả
Vườn quốc gia cách thành phố Shangri-La khoảng 50 phút lái xe, với độ cao tối đa 4.159,1 mét và nhiệt độ trung bình hàng năm là 5,4 °C. Nó có hai hồ nước, một khu vực trung tâm du khách, một làng dân tộc thiểu số và khu vực đồng cỏ. Hồ Bích Tháp Hải (碧塔海) nằm ở độ cao 3.500 mét so với mực nước biển được bao quanh bởi những rừng rậm rụng lá.
Toàn bộ khu vực này có hơn 20% số loài thực vật của Trung Quốc, một phần ba số loài động vật có vú và chim cùng 100 loài bị đe dọa, mặc dù nó chỉ chiếm 0.7% diện tích đất của Trung Quốc. Các loài động vật đáng chú ý nhất tại đây là Sếu cổ đen, Báo lửa, Báo hoa mai, Gấu, Khỉ đầu chó. Về thực vật, vườn quốc gia có sự đa dạng các loài Đỗ quyên, Kim ngân, Vân sam rồng, Vân sam đài hoa dài, Bạch dương đỏ Trung Quốc. Khu vực xung quanh hồ Bích Tháp là nơi có mặt của các loài sồi núi cao Bạch dương bạc Siberi, vân sam rồng. Nhiều loài lan quý hiếm tuyệt đẹp có mặt tại đây và đặc biệt là sự có mặt của Sam hạt đỏ lá dài đặc hữu, một loài cây lá kim được sử dụng trong chiết xuất Hóa chất xạ trị ung thư Paclitaxel.